# She’s the One
She's the One – singel zespołu Ramones promujący album Road to Ruin, wydany w 1979 przez wytwórnię Sire Records.

## Lista utworów
1. „She's the One” (Joey Ramone) – 2:13
2. „I Wanna Be Sedated” (Joey Ramone) – 2:29

## Skład
- Joey Ramone – wokal
- Johnny Ramone – gitara, wokal
- Dee Dee Ramone – gitara basowa, wokal
- Marky Ramone – perkusja